# Col·legi Mare Alberta
El Col·legi Mare Alberta, conegut anteriorment com a Col·legi de La Puresa és una institució d'ensenyament femení situat a Palma que va obrar durant el segle xix i part del segle xx.

## Origen
El Col·legi de La Puresa va ser fundat a Palma el 1819 pel bisbe de Mallorca Bernat Nadal i Crespí. El bisbe següent, Pedro González Vallejo (1819-1824) va dinamitzar-lo. El 1829 Ferran VII, rei d'Espanya, va concedir-li el títol de reial durant el bisbat d'Antonio Pérez de Hirias. El 1851 el bisbe Rafael Manso va precisar els estatuts del reial col·legi.

## Esplendor
El reial col·legi va viure moments d'esplendor durant els primers anys. Tots els bisbes l'havien protegit i considerat seu; la monarquia i els governs espanyols li havien concedit privilegis; el cos de mestres s'havia consagrat a l'educació del jovent femení amb cos i ànima amb els vots de castedat, pobresa i obediència; i les famílies distingides hi confiaren l'educació de les seves filles. La fama de les seves labors i brodats va arribar fora de les illes.

## Decadència i intents de reconducció
Alguns governs varen reduir les dotacions del fundador fins a suprimir-les. Arran d'aquesta situació, les noves mestres no vivien segons els objectius de l'institut i la disciplina es va relaxar.
El 16 de juliol de 1852 el bisbe Salvà intentà aixecar el col·legi de nou donant la direcció a les religioses del Sagrat Cor. Les filles de la noblesa tornaren a omplir el col·legi però el 13 d'abril de 1854 les religioses abandonaren l'illa de Mallorca. El juliol s'intentà agregar el col·legi a l'Institut del Cor de Maria i al gener del 1859 s'intentà l'annexió al col·legi de Barcelona. Al seu torn, el bisbe volia que les religioses de Nostra Senyora de Loreto el dirigissin, però després de visitar-lo s'hi varen negar.
El 5 de març de 1865 va morir Maria Ferrer, la directora, i va succeir-la Margalida Anna Fiol, que va cessar el 30 de novembre. Llavors fou nomenada Francisca Castelló i el 12 d'abril de 1866 començà el rectorat de Catalina Gili.

## Renaixença
El 23 d'abril de 1870, Alberta Giménez va arribar al Reial Col·legi. Era una casa deixada, amb pocs mobles, sense material didàctic i amb 30 pessetes al banc. Alberta va posar-se a la feina malgrat aquests entrebancs i el primer de maig és nomenada rectora, mentre que Tomàs Rul·lan fou nomenat visitador. El 28 de setembre, el bisbe Salvà va aprovar les bases redactades per Alberta i Tomàs i un articulat per al Col·legi. Això va permetre revifar l'escola; tant es va alçar la fama del col·legi que el 1872 es converteix en la primera Escola Normal de Mestres de Balears, la segona d'Espanya.
La mare Alberta va morir el 21 de desembre de 1922, però el Col·legi va créixer en prestigi i en alumnes. La Congregació de germanes de La Puresa de Maria Santíssima, fundada per ella, va seguir les seves petjades i, a finals dels anys quaranta, ja era petit l'edifici ubicat al Carrer de La Puresa a Palma, de manera que es va edificar un nou centre a la Via Alemanya, que es va anomenar "Colegio Madre Alberta". El 1965 s'edificà un nou col·legi a Son Puigdorfila, que comença la seva activitat escolar el curs 1968-1969. Aquest és l'actual Col·legi "Madre Alberta" de Son Rapinya.
L'Escola Normal de Mestres va ser dirigida per la mare Alberta durant quaranta anys, fins al 1912. L'any 1948 les germanes de la Puresa creen l'Escola Alberta Giménez, la qual, de l'octubre de 1972 ençà, està situada a La Vileta, vora el camí dels Reis. Fou adscrita a la UIB el 1978 i amb l'aparició de la LOGSE passà a denominar-se Escola Universitària Alberta Giménez. Des del curs 2005-2006, és un Centre d'Ensenyament Superior.
Al Carrer de La Puresa a Palma hi ha actualment un museu on es pot visitar l'obra feta al "Real Colegio de La Pureza" i a l'"Escuela Normal de Maestras".

## Controvèrsies
En els darrers temps, l'escola ha estat objecte d'atenció dels mitjans de comunicació per les seves posicions conservadores en temes de sexualitat.

## Escola Universitària Alberta Giménez
El Centre d'Ensenyament Superior Alberta Giménez (CESAG) és un centre d'ensenyament superior de Palma, creat des del col·legi Madre Alberta. Neix quan, l'any 1872, el Ministeri d'Instrucció Pública confià a Alberta Giménez la direcció de la primera Escola Normal de Mestres de Balears, càrrec que exercí durant quaranta anys, fins al 1912. L'any 1948 es crea l'Escola Alberta Giménez, la qual, de l'octubre de 1972 ençà, està situada a La Vileta, vora el camí dels Reis. Fou adscrita a la UIB el 1978 i, amb l'aparició de la LOGSE, passà a denominar-se Escola Universitària Alberta Giménez. Des del curs 2005-2006, és un centre d'ensenyament superior. Actualment (des de l'any 2014) es troba adscrit a la Universitat Pontificia de Comillas, i es troba dirigit per la Dra. Julia Violero.